# كلاوس كنوبر
كلاوس كنوبر (بالإنجليزية: Klaus Knopper) (من مواليد عام 1968 في إنغلهايم آم راين) وهو مهندس كهربائي ألماني ومطور برمجيات حرة.
كلاوس كنوبر هو مبتكر نظام نوبكس، وهو توزيع مباشر معروف لـ أقراص لينكس. حصل على شهادته في الهندسة الكهربائية من جامعة كايزرسلاوترن للتكنولوجيا (بالألمانية: Technische Universität Kaiserslautern) ، وشارك في تأسيسه لينكس تاج في عام 1996 (وهو أحد أهم معارض لينكس الأوروبية) ، وكان مستشارًا لتكنولوجيا المعلومات يعمل لحسابه الخاص منذ عام 1998. قام بالتدرس في جامعة كايزرسلاوترن للعلوم التطبيقية.
تزوج كلاوس كنوبر من نوببر، كان يعانى كلاوس من ضعف في البصر. وكانت زوجته تساعده باستمرار عندما ابتكر نظام نوبكس للمكفوفين وضعاف البصر، صدر في الربع الثالث من عام 2007 كقرص مضغوط مباشر. تم إعطاء اسمها للتوزيع: ادريان نوبكس.
يعتبر نظام ادريان نوبكس أكثر «واجهة مستخدم» للمبتدئين من الكمبيوتر المكفوفين.